# Knollenknaufschwert
Das Knollenknaufschwert   oder auch keltisches Rapier ist ein eigentümlicher Schwerttyp, von dem in Frankreich, Süddeutschland und der Schweiz nur ca. 50 Exemplare fast ausschließlich in Flüssen oder Seen gefunden wurden. Aufgrund des Luftabschlusses sind die Waffen oft in gutem Zustand erhalten.

## Beschreibung
Das Knollenknaufschwert besteht vollständig aus Stahl aus keltischer Produktion.  Anstelle einer Parierstange sind zwischen Griff und Klinge zwei Stahlknollen angebracht, die zusammen mit den typischen Knollen am oberen Griffende dem Schwert seinen Namen geben. In der Form ähnelt es am ehesten einem Rapier aus dem 17. Jahrhundert.
Es handelt sich wohl um eine frühe Form eines gewollt gefertigten Damaststahls. Aufgrund der vorzüglichen Schmiedetechnik waren die ersten Fundexemplare zunächst dem Mittelalter zugeordnet worden. Erst durch weitere Funde und deren Fundzusammenhänge wurde die keltische Entstehungsgeschichte bekannt.

## Verwendung
Nach Birkhan sind diese Schwerter unter Beachtung der Fundorte wohl stets als rituelle Objekte verstanden worden, etwa für einen Schwerttanz oder als Gegenstand der Rechtsprechung (z. B. im oder nach einem Krieg). Für den Kampfeinsatz waren sie nicht gedacht. Gegen diese These sprechen Stücke mit eindeutigen „Nutzungsspuren“ in Form von Scharten in der Schneide. Auch rechtfertigt eine kultische bzw. nicht kämpferische Nutzung nicht die herausragende Stahlqualität.